# Sistig
Sistig ist ein Ortsteil der Gemeinde Kall im Kreis Euskirchen (Nordrhein-Westfalen).

## Lage
Sistig liegt im Südwesten der Gemeinde Kall, direkt benachbarte Ortschaften sind Diefenbach, Felser, Frohnrath, Krekel, Rinnen und Steinfelderheistert. Im Norden liegt der Sistiger Wald mit dem Sistiger Venn, im Süden die Sistig-Krekeler Heide, ein Naturschutzgebiet von überregionaler Bedeutung mit zum Teil sehr seltenen Pflanzen, beispielsweise die Echte Mondraute, Fleischfarbenes Knabenkraut und Breitblättriges Knabenkraut. Mit 748 Einwohnern ist Sistig der viertgrößte Ortsteil der Gemeinde. Sistig befindet sich am äußersten südlichen Ende im Nationalpark Eifel auf einer Höhe von über 500 Metern, etwa 20 Kilometer entfernt von der grünen Grenze zu Belgien.

## Geschichte
Der Ortsname Sistig leitet sich vermutlich vom lateinischen Zahlwort „sextus“ ab. Die römisch-keltische Siedlung dürfte vor rund 2000 Jahren entstanden sein.
Zumindest im Jahr 1214 muss eine Kapelle in Sistig gestanden haben, weil in einer Urkunde vom Januar 1214 verfügt wird, dass von den Mönchen des Klosters Steinfeld an einem Tag in der Woche eine Hl. Messe gelesen werden müsse. 1792 hatten marodierende französische Truppen versucht, die Kapelle zu verwüsten; den Soldaten stellte sich ein mutiger Sistiger namens Milten Theis entgegen, der dann aber von den Franzosen umgebracht wurde.
In einem Verzeichnis aus dem Jahr 1774 besteht Sistig aus 65 Häusern mit 288 Bewohnern (davon 214 „Kommunikanten“ und 74 Kindern). 1773 hatte Sistig eine gewisse Bedeutung für die öffentliche Verwaltung erlangt. So beschreibt Eugen Virmond in seiner „Chronik des Schleidener Oberthales“ eine Steuerliste mit Hellenthaler Steuerpflichtigen des „Gräflich Schleidischen Amts Sistig“, säuberlich differenziert in Reichstaler, Stüber und Pfennige.
Am 1. Juli 1969 wurde Sistig nach Kall eingemeindet.

### Wappen
| Wappen der früheren Gemeinde Sistig | Blasonierung: „In Gold (Gelb) über drei 1:2 gestellte rote Kugeln ein schwarzer Sparren zwischen zwei schwarzen Winkelmaßen.“ |
| Wappen der früheren Gemeinde Sistig | Wappenbegründung: Das Wappen wurde 1956 vom nordrhein-westfälischen Innenminister verliehen. Der Sparren mit den drei roten Kugeln erinnert an den Märtyrertod des Ortspatrons, dem heiligen Stephanus; Sparren und Winkelmaße sind Sinnbild für das in der ehemaligen Gemeinde Sistig weit verbreitete Zimmerhandwerk. |

## Infrastruktur/Dorfleben
Sistig verfügt über einen zweigruppigen Kindergarten Rappelkiste, der als Familienzentrum zertifiziert ist. Eine der beiden Grundschulen der Gemeinde ist ebenfalls in Sistig angesiedelt (nähe Sportplatz).Die katholische Pfarrkirche ist demDiakon und Märtyrer St. Stephanus geweiht. Zweiter Pfarrpatron ist der Heilige Quirinus von Neuss, nach dem auch eine Quelle im Ort benannt ist (Quirinusborn).
Bürgerverein, Freiwillige Feuerwehr, Karnevals-, Sport- und Musikverein, Jugendklub sowie Pfarrgemeinderat übernehmen wesentliche soziale Aufgaben und Verpflichtungen und setzen sich für eine aktive und sinnvolle Freizeitgestaltung der Sistiger Bürger aller Altersstufen innerhalb einer lebendigen Dorfgemeinschaft ein. Die Vereine bilden einen Verbund aus Einwohnern der unmittelbar benachbarten Dörfer Sistig, Frohnrath und Steinfelderheistert. Höhepunkte des Dorflebens sind neben den kirchlichen Feiertagen der Rosenmontagszug mit Kinderprinzenpaar und die traditionelle Kirmes (am ersten Wochenende im Oktober).
Industrieller Schwerpunkt Sistigs ist die Holzverarbeitung.

## Kirche und Pfarrei

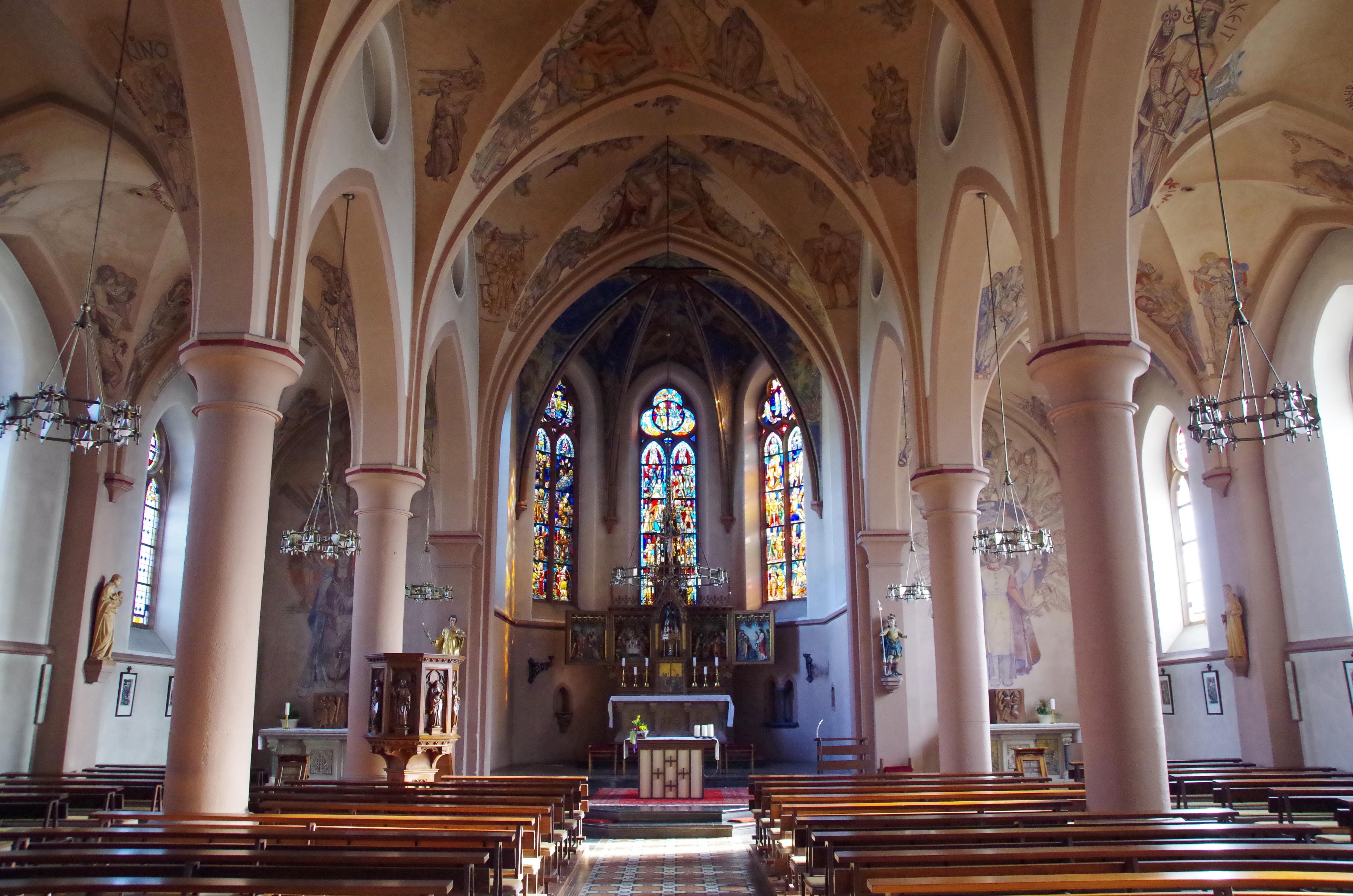
Inneres der St.-Stephanus-Kirche

Die katholische Pfarrkirche St. Stephanus wurde 1904 gebaut; eine Pfarrei besteht in Sistig seit 1804. Die Kirche ist mit modernen Fresken des bekannten Künstlers Ernst Jansen-Winkeln ausgemalt. Die Ausmalung begann 1941. Nachdem Jansen-Winkeln 1942 als Soldat in den Zweiten Weltkrieg eingezogen wurde, wurden die Arbeiten unterbrochen und dann nach dessen glücklicher Rückkehr nach Kriegsende von 1945 bis 1948 wieder fortgesetzt. Thematisch handelt es sich um eine bildliche Interpretation des „Vater-Unser“ mit Assoziationen zur jüngsten Geschichte. So finden sich Darstellungen eines Konzentrationslagers, in dem Menschen gequält werden und andere Hinweise auf die Verführungen des Zeitgeist. Adolf Hitler ist einer der Teufel der jüngeren Geschichte; er ist dargestellt, wie er die Bibel verbrennt und wie eine Kirche durch Kriegseinwirkung zerstört wird. Als weitere geschichtliche Gestalten finden sich Karl Marx und Lenin. Dazu aber auch Persönlichkeiten wie Robert Koch, dem Entdecker des Tuberkelbakteriums.
Seit 1978 hat die Pfarrei keinen eigenen Pfarrer mehr. Sie gehört heute zur Gemeinschaft der Gemeinden Heiliger Hermann-Josef Steinfeld im Bistum Aachen. Zur Pfarrei gehören neben Sistig, Frohnrath und Steinfelderheistert auch die Hellenthaler Ortsteile Wollenberg und Eichen.

## Kultur
In Sistig lebt der in Bürvenich geborene Schriftsteller Theo Breuer.

## Naturereignisse
Wiebke und weitere schwere Orkane im Januar bis März 1990 zerstörten viele Hektar der rund um Sistig gelegenen Wälder. Im Januar 2007 legte Sturm Kyrill erneut große Teile des Sistiger Walds flach. Am 13. Mai 2007 wurde Sistig von einem Tornado heimgesucht, der neben zahlreichen schweren Schäden an Häusern eine Schneise mit entwurzelten und zerbrochenen Bäumen von der oberen Neustraße bis zum Friedhof schlug.

## Verkehr
Durch den Ort beziehungsweise als Umgehungsstraße verläuft die von Aachen nach Koblenz führende B 258. Die nächstgelegenen Autobahnanschlussstellen sind Blankenheim und Nettersheim auf der A 1. Bahnanschluss besteht von Kall aus in die Richtungen Köln und Trier.
Die VRS-Buslinie 885 der RVK, die überwiegend als TaxiBusPlus nach Bedarf verkehrt, stellt den Personennahverkehr mit den angrenzenden Orten und Kall sicher.
| Linie | Verlauf |
| ----- | --- |
| 885   | MiKE (außer im Schülerverkehr): Manscheid – Wildenburg – Benenberg – (Krekel – Rüth – Roder –) Sistig – (Frohnrath –) Rinnen – Sötenich – Kall Bf |